# Хоруда (Мадемохория)
Хоруда (на гръцки: Χωρούδα) е бивше село на Халкидическия полуостров, Гърция, на територията на днешния дем Аристотел, област Централна Македония. 

## География
Хоруда традиционно е едно от селата в историко-географската област Мадемохория (Мадемските села). Разположено е до билото на планината Холомондас, източно от Палеохори и южно от Неохори (Ново село), на 4 km югозападно от Стагира (Казанджи).

## История
В 1988 година селото с останките от павирани улици, чешмата и руините на енорийския храм „Свети Атанасий“, е обявено за археологически и исторически обект.

## Личности
Родени в Хоруда
- Елевтериос Михаил, гръцки революционер, участник в Гръцката война за независимост от 1821 година[1]